# Emanuela di Dampierre
Emanuela di Dampierre, duchessa d'Angiò, duchessa di Segovia (Vittoria Jeanne Emmanuelle Joséphine Pierre Marie, Emmanuelle de Dampierre per lo stato francese; Roma, 8 novembre 1913 – Roma, 3 maggio 2012), è stata la consorte di Giacomo Enrico, duque d'Angiò e Segovia.

## Biografia
Emanuela nacque l'8 novembre 1913 nel Palazzo Ruspoli, il palazzo della famiglia Ruspoli (famiglia materna di Emanuela) in Via del Corso a Roma. Era la figlia maggiore del nobile francese Roger di Dampierre, 2º duca di San Lorenzo Nuovo, visconte di Dampierre e di sua moglie la pittrice principessa Vittoria Ruspoli, figlia di Emanuele Ruspoli, 1º principe di Poggio Suasa, sindaco di Roma per due volte nei periodi giugno 1878-luglio 1880 e dicembre 1892-novembre 1899 (morto in carica). Sia la sua famiglia materna che quella paterna facevano parte della nobiltà papale. Crebbe a Parigi fino al divorzio dei suoi genitori nel 1930, quando tornò con la madre a Palazzo Ruspoli per vivere con la nonna Giuseppina Beers-Curtis, principessa di Poggio Suasa (una anglo-americana, vedova di Emanuele Ruspoli, 1º principe di Poggio Suasa).

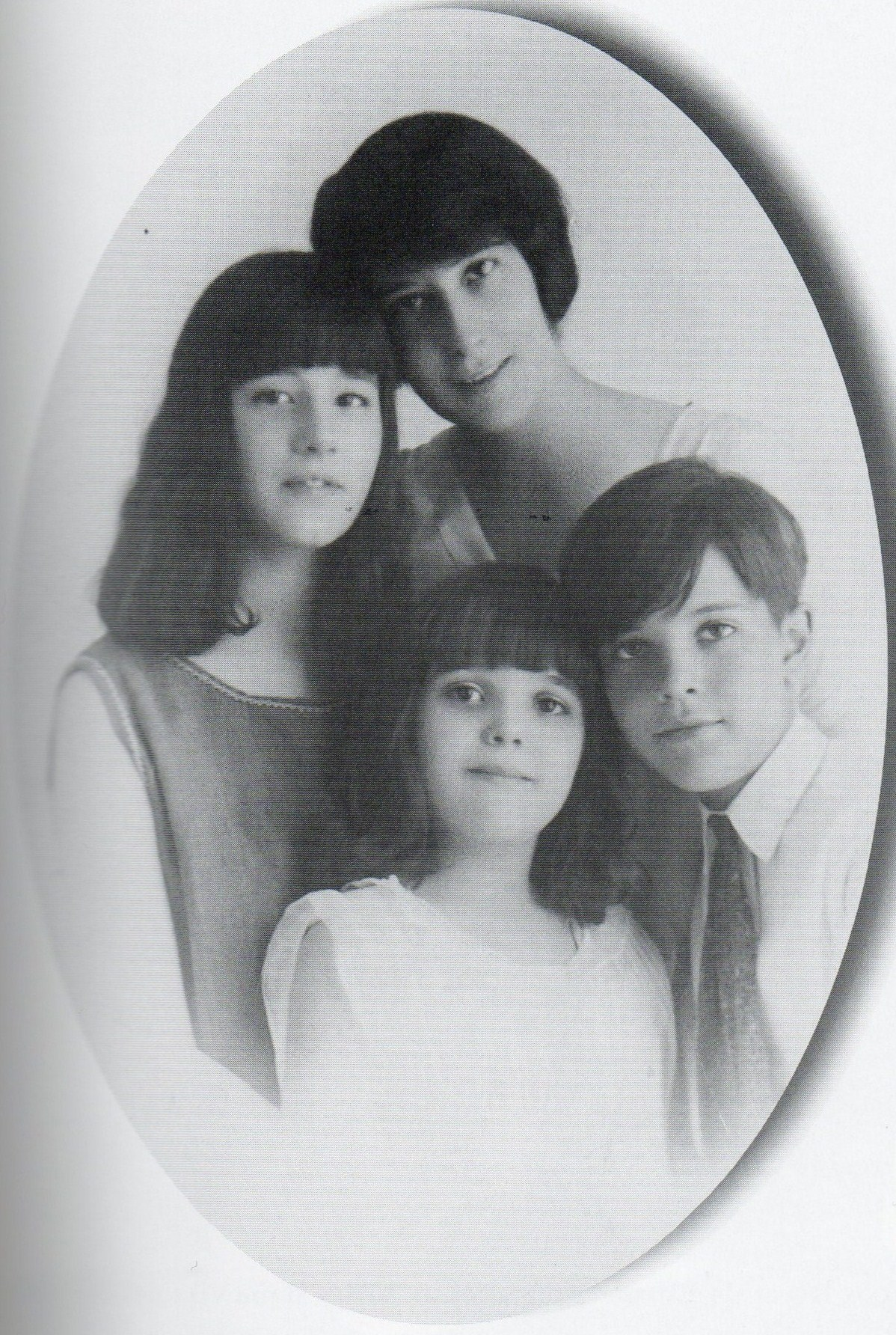
Emanuela di Dampierre nel 1920.

## Matrimonio
Il 4 marzo 1935 sposò l'infante Giacomo Enrico di Borbone-Spagna, duca di Segovia, membro della famiglia reale spagnola, nella chiesa di Sant'Ignazio a Roma. Il matrimonio fu organizzato dai loro genitori. Suo marito, figlio del re Alfonso XIII, era nato sordo e muto e aveva dovuto rinunciare ai suoi diritti al trono spagnolo.  Sebbene avesse rinunciato ai suoi diritti al trono spagnolo, suo marito era il pretendente legittimista all'ex trono francese e gli era stato concesso il ducato di Segovia da suo padre.  Divenne un pretendente al trono di Francia dal 1941 in poi. Ebbero due figli:
- Alfonso di Borbone (1936 - 1989), duca d'Angiò e duca di Cadice [2]
- Gonzalo di Borbone  (1937 - 2000), duca d'Aquitania.[2]

## Ultimi anni e morte
Dal 1947 fino alla sua morte nel 2012, Emanuela fu considerata, sia in Spagna, in Francia e in molte corti europee, la vera moglie dell'Infante.
Nel 1982, suo figlio Alfonso divorziò e nel 1984 il nipote di Emanuela, Francisco, morì in un incidente d'auto. Nel 1989, Alfonso morì in un incidente sugli sci. Infine, nel 2000, il secondo figlio di Emanuela, Gonzalo, morì di leucemia.
Nel 2003, Emanuelle ha pubblicato un libro di memorie intitolato Memorias: Esposa y madre de los Borbones que pudieron reinar en España.
Emanuela morì il 3 maggio 2012 a nel Palazzo Massimo di Pirro e fu sepolta nella cimitero di Passy a Parigi..

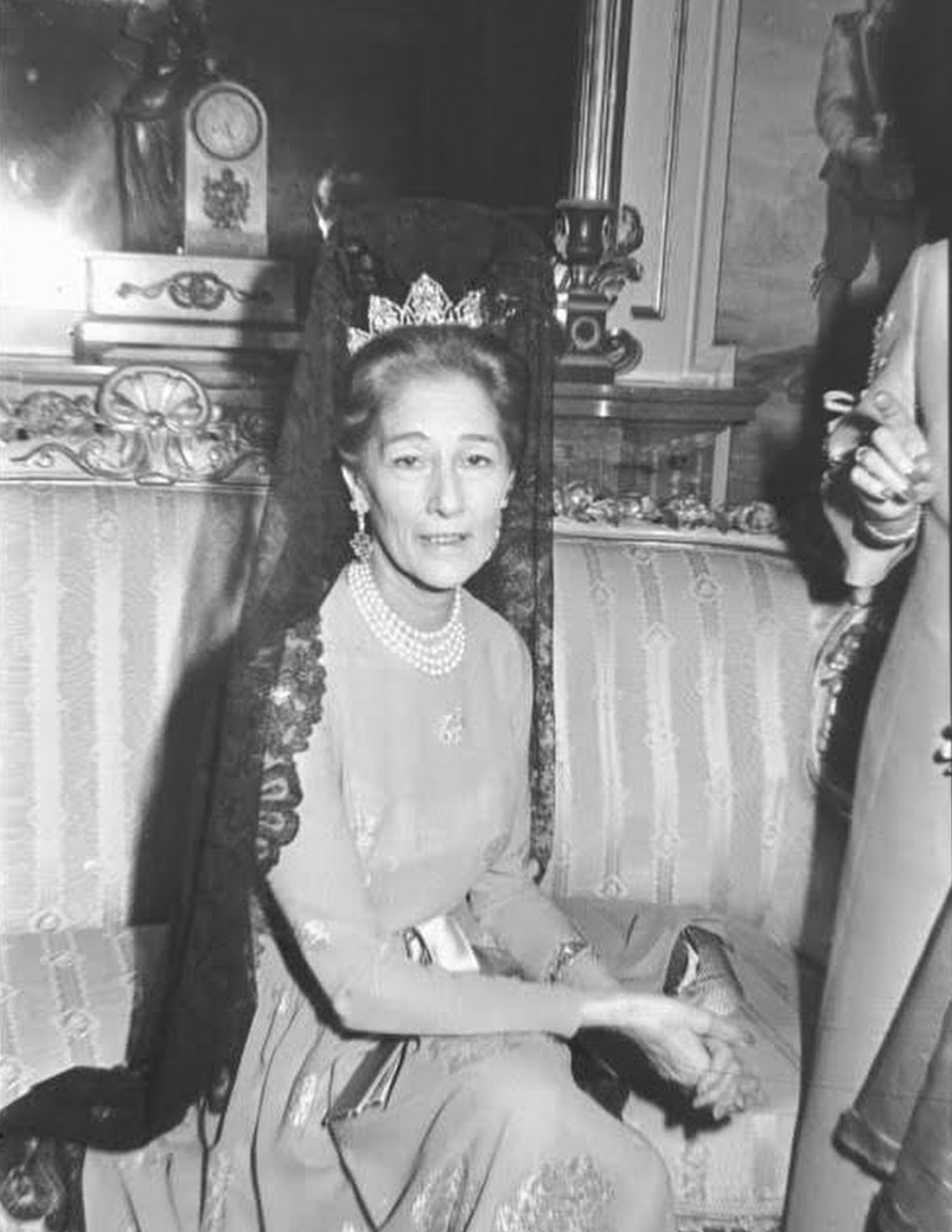
Emanuela di Dampierre nel 1972 al matrimonio del figlio maggiore, Alfonso di Borbone Dampierre.